# میکده

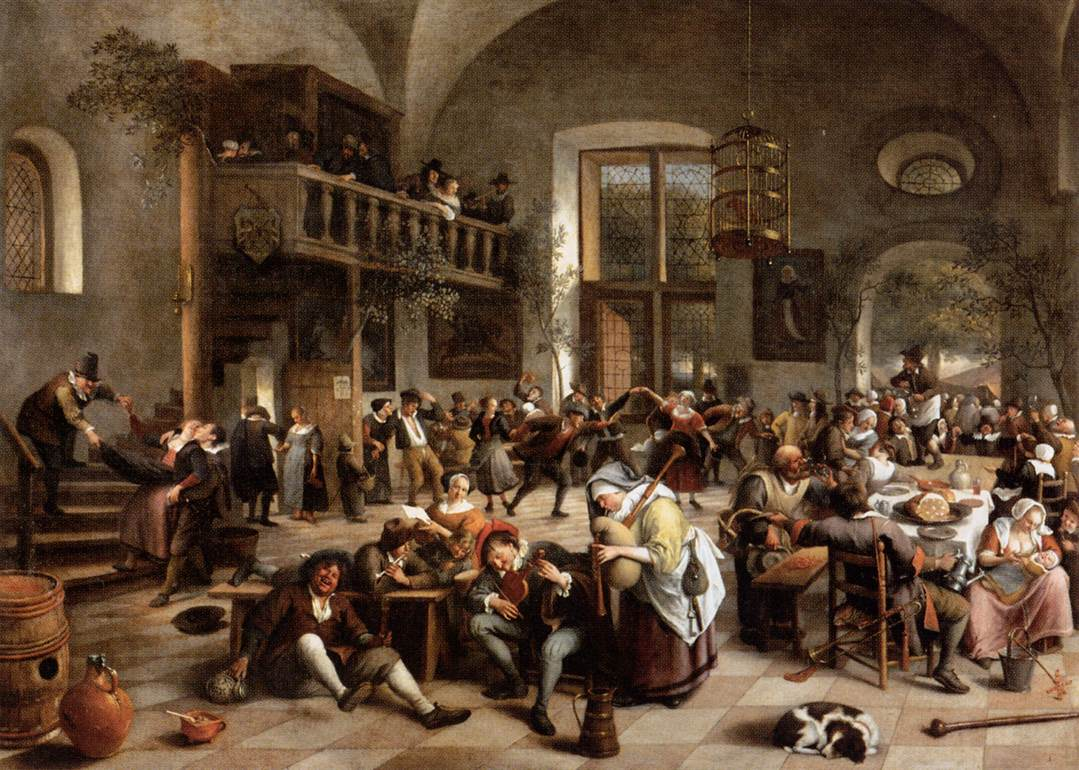
نقاشی از میکده‌ای هلندی در اواخر قرن ۱۷ میلادی

میکده مکانی برای تهیه و نوشیدن می، شراب، یا مشروبات الکلی است. بار مشابه میکده در کشورهای دیگر است.

## میکده در ادبیات فارسی
سعدی
| گر مرید صورتی در صومعه زناربند |  | ور مرائی نیستی در میکده فرزانه باش |

حافظ
| چون پیر شدی حافظ از میکده بیرون رو |  | رندی و هوسناکی در عهد شباب اولی |